# جين متذبذب
في علم الأحياء الجزيئي ، الجين المتذبذب oscillating gene هو جين يتم التعبير عنه بنمط إيقاعي أو في دورات دورية.   عادة ما تكون الجينات المتذبذبة يومية ويمكن التعرف عليها من خلال التغيرات الدورية في حالة الكائن الحي. تبلغ مدة الإيقاعات اليومية التي تتحكم فيها الجينات المتذبذبة حوالي 24 ساعة. على سبيل المثال ، أوراق النبات تفتح وتغلق في أوقات مختلفة من اليوم أو جدول النوم والاستيقاظ للحيوانات يمكن أن يشمل جميعها إيقاعات الساعة البيولوجية. من الممكن أيضًا حدوث فترات أخرى ، مثل 29.5 يومًا ناتجة عن إيقاعات دورية أو كل 12.4 ساعة ناتجة عن إيقاعات دورية.  تشمل الجينات المتذبذبة كلاً من جينات مكونات الساعة الأساسية وجينات المخرجات. إن جين مكون الساعة الأساسية هو جين ضروري لجهاز تنظيم ضربات القلب. ومع ذلك ، فإن الجين المتذبذب الناتج مثل جين AVP يكون إيقاعيًا ولكنه ليس ضروريًا لجهاز تنظيم ضربات القلب. 

## التاريخ
أول الملاحظات المسجلة للجينات المتذبذبة تأتي من حملات الإسكندر الأكبر في القرن  قبل الميلاد. .  في ذلك الوقت كتب أحد قادة جيش الإسكندر الأكبر أن شجرة التمرند تفتح أوراقها أثناء النهار وتقفلها أثناء الليل . حتى عام 1729 ، كان من المفترض أن تكون الإيقاعات المرتبطة بالجينات المتذبذبة "استجابات سلبية لبيئة دورية".  في عام 1729 ، أوضح جان جاك دورتوس دي ميران أن إيقاعات فتح النبات وإغلاق أوراقه تستمر حتى عند وضعها في مكان لا يصل إليه ضوء الشمس. كانت هذه واحدة من أولى المؤشرات على وجود عنصر نشط في التذبذبات. في عام 1923 ، نشرت Ingeborg Beling ورقتها البحثية "Über das Zeitgedächtnis der Bienen" ("On the Time Memory of Bees") والتي وسعت التذبذبات لتشمل الحيوانات ، وخاصة النحل  في عام 1971 ، اكتشف رونالد كونوبكا وسيمور بينزر أن الطفرات في الفترة تسبب الجين في حدوث تغييرات في الإيقاع اليومي للذباب في ظل ظروف ثابتة. افترضوا أن طفرة الجين تؤثر على آلية المذبذب الأساسية.  أظهر بول هاردين وجيفري هول ومايكل روسباش تلك العلاقة من خلال اكتشاف أنه داخل جين PERIOD ، توجد آلية تغذية مرتدة تتحكم في التذبذب.  شهد منتصف التسعينيات تزايدا في الاكتشافات ، مع إضافة CLOCK و CRY وغيرهما إلى القائمة المتزايدة من الجينات المتذبذبة.  

## اقرأ أيضا
- تسلسل إجماعي